# Сисак у Народноослободилачкој борби
Сисак је априла 1941. године потпао под „Независну Државу Хрватску“. У близини града је 22. јуна 1941. године основан Сисачки партизански одред, први партизански одред у Хрватској. Сисак су 5. и 6. маја 1945. године ослободиле јединице 45. дивизије Друге армије ЈА.

## Окупација и припреме за устанак
После капитулације Југославије априла 1941. године и стварања „НДХ“, Сисак је административно потпао под Велику жупу Гора са седиштем у Петрињи. Године 1941. у Сиску се налазило око 10.000 немачких војника, домобрана и усташа.
У Сиску се тада налазило седиште Окружног комитета КП Хрватске за Сисак. Партијске ћелије радиле су у готово свим предузећима у граду и селима овог среза, тако да је тада било око 320 чланова КП, организованих у 40 ћелија, и око 50 чланова СКОЈ-а.
У току припрема за оружани устанак, организација КПЈ у Сиску је прикупила знатне количине оружја и муниције. После Мајског саветовања ЦК КПЈ, у Сисак је дошао члан Централног комитета КПХ, Јосип Краш, и одржао састанак Окружног комитета КПХ за Сисак, на којем је пренео директиве ЦК КПЈ и ЦК КПХ за припреме оружаног устанка. Непосредно после овог састанка чланови КПЈ Сиска почели су са диверзијама и саботажама у неким фабрикама.

## Почетак и ток устанка
На дан напада нацистичке Немачке на Совјетски Савез, 22. јуна 1941. године, одржан је састанак Окружног комитета КПХ за Сисак. Одлучено је, међу осталим, да се одмах почне оружана борба против окупатора и његових помагача и да се од компромитованих чланова КПЈ формира партизански одред. Истог дана формиран је у шуми Брезовици Сисачки партизански одред, а у Сиску је формирано ново партијско руководство у које су ушли некомпромитовани чланови Комунистичке партије.
У другој половини јула формирано је Оперативно партијско руководство Окружног комитета КПХ за Сисак. Тада се почело са диверзантским акцијама. Средином јула 1941. године, сисачки омладинци извршили су диверзију крај саме железничке станице, док је почетком августа из Сиска и околице упућена група нових бораца у састав Сисачког партизанског одреда.

### Усташке одмазде и злочини
Усташе су убрзо реаговале на појачану устаничку активност, па су 18. јула ухапсиле, а 23. јула стрељале, у близини реке Одре, групу од осамнаест омладинаца, међу којима и шест чланова Месног комитета КПЈ за Сисак. Усташе су у том периоду формирале сабирни логор у Цапрагу, одакле је од 1. до 25. августа 1941. године упућено у Земун 4,575 особа. У граду се налазио и посебан логор за децу у који је августа 1942. године доведено око 3.000 деце из околине Босанског Градишта и са Козаре. Кроз дечји логор је прошло око седам хиљада деце, углавном с Козаре, Баније и Кордуна. Тачан број убијене деце није познат, а подаци се крећу од 1.300 до преко 3.000 убијене деце.

### НОР и ослобођење
Дана 22. јула 1941. око 500 усташа, камионима пребачених из Загреба у Сисак, напало је делове Сисачког НОП одреда у оближњој шуми, приликом чега су погинула два партизана. Дана 13. септембра Сисачки НОП одред упао у Тополовац код Сиска, запленио 29 пушака, 1.200 метака, 1 писаћу машину и покидао ТТ-линије Сисак-Тополовац. На просторији шума Залукиње, Брезовице и Буковице усташко-домобранске снаге опколиле су 20. септембра борце одреда, али су борци успели да се извуку из обруча и да се сутрадан у рејону Шамарице споје са Банијским НОП одредом.
После формирања Окружног комитета КПХ за Банију, 30. септембра 1941. године, расформиран је ОК КПХ за Сисак. У међувремену, крајем октобра 1941. године, део бораца ранијег Сисачког партизанског одреда, подељен у две групе, вратио се на подручје Сиска, где је поново отпочео на организовању Народноослободилачког покрета. Већ су 19. октобра између Цапрага и Блињског Кута код Сиска порушили пругу на више места. Воз је искочио из шина, а били су оштећени локомотива и један вагон. Од тада, па кроз сав период Народноослободилачког рата, на подручју Сиска деловале су мање борбене групе, а у ширем рејону дејствовале су јединице Прве и Друге оперативне зоне НОВ и ПО Хрватске, а потом и јединице Четвртог корпуса НОВЈ.
Током 1942. значајније борбе су биле следеће. Дана 3. јула 1942. у селима Фаркашићу и Летованићу код Сиска делови 4. батаљона 1. кордунашког НОП одреда разоружали жандармеријске посаде. Заплењено је 20 пушака, 5 пиштоља, 10 бомби, 2000 метака, 1 радио-апарат и друга ратна опрема. Дана 30. августа близу Цапрага на прузи Сисак-Суња делови Банијског НОП одреда дигли у ваздух немачки оклопни воз. Рањено је 25 немачких војника, а један је погинуо. Саобраћај је био обустављен 15 часова. Дана 4. новембра на мосту код Струшца на путу Поповача-Сисак делови 1. батаљона Мославачког НОП одреда разоружали су усташку стражу. Дана 18. новембра Трећи батаљон Банијског НОП одреда заузео домобранско упориште у Мошћеници код Сиска, заробио 11 домобрана и запленио 11 пушака, 1 пушкомитраљез, 40 бомби, око 4000 метака и другу опрему. Дана 19. новембра у Блињском Куту код Сиска јединице 7. хрватске НО бригаде напале железничку стражу, немачку посаду и жандармеријску станицу. Место није заузето, али је погинуло 16 немачких војника и заробљено 12 домобрана.
Током 1945. године, до слобођења града, значаније борбе биле су следеће. Дана 11. јануара змеђу Комарева и Новог Села близу Сиска делови 2. ударне бригаде 7. ударне дивизије НОВЈ напали из заседе делове немачке 1. козачке коњичке дивизије и спречили их да опљачкају ова села. Дана  28. јануара Ударна бригада „Фрањо Огулинац Сељо” 34. ударне дивизије НОВЈ, после тродневних борби, заузела је усташко-домобранско и немачко упориште у Жажини код Сиска. Непријатељ је имао 60 мртвих и рањених, а Бригада 44 мртва и 41 рањеног. Дана 11. фебруара код Прачне, Црнца, Цапрашке Пољане, Мошћенице и Чешког Села 1. ударна бригада Васиљ Гаћеша и 2. ударна бригада 7. ударне дивизије НОВЈ, после осмочасовне борбе, одбиле су напад немачких, усташких и домобранских снага из Сиска и Цапрага. Непријатељ је имао 125 мртвих и рањених, а јединице 7. ударне дивизије НОВЈ 1 мртвог и 16 рањених. Дана 16. априла јединице Банијског НОП одреда, после кратке али жестоке борбе против домобранских снага, заузеле су Прачно код Сиска, заробивши 4 официра, 4 подофицира и 53 домобрана и запленивши 57 пушака и 5500 метака.
Сисак су са 5. на 6. мај 1945. године, после дванаесточасовне борбе, ослободиле јединице 45. дивизије Друге армије ЈА.

## Истакнуте личности НОП-а и народни хероји из Сиска
| - Нада Димић - Ката Думбовић - Владо Јанић Цапо - Мате Јерковић | - Никола Мараковић Нина - Фрањо Огулинац Сељо - Маријан Цветковић - Мика Шпиљак |